# 章克申 (愛達荷州)
章克申（英語：Junction）是位於美國愛達荷州萊姆哈伊縣的一個非建制地區。該地的面積和人口皆未知。

## 地理
章克申的座標為44°42′03″N 113°22′14″W / 44.70083°N 113.37056°W，而該地的平均海拔高度為1806米（即5925英尺）。